# Papa John Creach
John Henry Creach, noto come Papa John Creach, (Beaver Falls, 28 maggio 1917 – Los Angeles, 22 febbraio 1994), è stato un violinista statunitense.

## Biografia
John Henry Creach imparò da autodidatta a suonare il violino a dieci anni, cominciando a esercitarsi sullo strumento dello zio. Nel 1935 si trasferì con la famiglia a Chicago,	dove il diciottenne John Henry seguì studi classici al Conservatorio o attraverso lezioni private. La preparazione strumentale lo avviò alla musica sinfonica e per un breve periodo fece parte della Illinois Symphony Orchestra; ma data  l'esiguità dei guadagni con le formazioni classiche, nello stesso periodo si volse inoltre al genere jazz anche perché, secondo l'artista, il fatto di essere neri creava qualche ostacolo nell'ambiente della musica sinfonica.
Influenzato dall'ascolto di Joe Venuti e di Stéphane Grappelli, fu il fondatore, negli anni trenta, del Chocolate Music Bars, formazione che si esibì negli Stati uniti e in Canada con un repertorio prevalentemente jazz e blues, e in qualche occasione ebbe modo di suonare assieme a Fats Waller, Louis Armstrong e Charlie Christian. Incontrò difficoltà tecniche a causa del carattere esclusivamente acustico del suo strumento, problema che superò adottando il violino elettrificato di nuova invenzione. Alla fine degli anni quaranta si stabilì a Los Angeles, e per i successivi vent'anni si esibì con il Johnny Creach Trio nei bar californiani. In quest'arco di tempo ebbe l'opportunità di volgersi anche al rhythm and blues attraverso le collaborazioni con Roy Milton, Big Joe Turner e T-Bone Walker; e nel 1953 fu a fianco di Nat King Cole nel film The Blue Gardenia diretto da Fritz Lang.
Nel 1970, mentre suonava al Parisian Room, ebbe fra il suo pubblico alcuni elementi dei Jefferson Airplane. Fu arruolato dalla formazione rock, e in seguito dette il suo contributo agli Hot Tuna. Fu proprio il primo batterista dei Jefferson Airplane Joey Covington ad attribuirgli il soprannome “Papa”, volendo rimarcare così la stranezza di un cinquantenne che si esibiva in un gruppo rock di ventenni. Il suo contributo alla crescita musicale della formazione di San Francisco venne giudicato di grande rilevanza da uno dei più autorevoli membri, Paul Kantner, che dichiarò: «Papa John ci ha insegnato tutto ciò che ricorderemo nel prossimo secolo». Il violinista si inserì nella scena rock californiana trovandosi a suonare assieme ai personaggi più popolari del periodo fra cui Carlos Santana e Jerry Garcia. Nel 1979, dopo un ritiro di tre anni nei quali si era dedicato alla carriera solista, si unì a Covington nella formazione San Francisco All-Stars, e poi dal 1982 e per sette anni suonò con i Dinosaurs, senza rinunciare a occasionali puntate con gli Hot Tuna e, nel 1988, alla reunion dei Jefferson Airplane.
Negli anni ottanta, oltre alle attività musicali, lo strumentista partecipò a due opere cinematografiche: il film TV del 1987 A Gathering of Old Men e Les portes tournantes dell'anno successivo. Avrebbe fatto un'apparizione postuma nel documentario messicano del 2010 Jose Cruz a diez metros del Infierno.
Il musicista è morto all'età di 76 anni. Era ricoverato al Midway Hospital di Los Angeles dove era curato per problemi cardiaci e respiratori.

## Discografia
Con Jefferson Airplane,  Jefferson Starship, Hot Tuna e musicisti dei gruppi
- First Pull Up, Then Pull Down - Hot Tuna (1971), live
- Sunfighter - Paul Kantner & Grace Slick (1971)
- Bark - Jefferson Airplane (1971), studio
- Burgers - Hot Tuna (1972), studio
- Long John Silver - Jefferson Airplane (1972), studio
- Thirty Seconds Over Winterland - Jefferson Airplane (1973), live
- Baron Von Tollbooth & the Chrome Nun - Paul Kantner, Grace Slick & David Freiberg (1973)
- Dragon Fly - Jefferson Starship (1974), studio
- Red Octopus - Jefferson Starship (1975), studio
- Historic Live Tuna - Hot Tuna (1985), live 1971
- Classic Hot Tuna Acoustic - Hot Tuna (1996), live 1971
- Classic Hot Tuna Electric - Hot Tuna (1996), live 1971

Solista
- Papa John Creach - 1971
- Filthy! - 1972
- Playing My Fiddle for You - 1974
- I'm The Fiddle Man - 1975
- Rock Father - 1976
- The Cat and the Fiddle - 1977
- Inphasion - 1978
- Papa Blues - 1992
- Best of Papa John Creach - 1994, raccolta

Partecipazioni
- Baron von Tollbooth & the Chrome Nun - Paul Kantner, Grace Slick & David Freiberg (1973)
- I Predict 1990 - Steve Taylor (1987)